# Josef Stiegler
Josef Stiegler (n. 20 aprilie 1937, Lienz, Tirol, Austria) este un schior alpin ce a reprezentat Austria, medaliat olimpic. A participat la 2 ediții ale Jocurilor Olimpice (1960, 1964) în care a câștigat o medalie de aur, o medalie de argint și o medalie de bronz.